# 小行星237164
小行星237164（237164 Keelung），臨時編號2008 UP128，是一顆位於小行星帶的小行星。由鹿林天文台於2008年10月22日發現。
該小行星以台灣北部的基隆市命名。